# Савва Володимир Іванович
Володимир Іванович Савва (нар. 14 лютого 1865, Кишинів — пом. бл. 26 лютого 1920, Харків) — український історик, викладач, громадський діяч. Професор Харківського університету. Статський радник (1900).

## Життєпис
Савва Володимир Іванович народився 14 лютого 1865 у родині чиновника. Освіту здобув у першій кишинівській гімназії (1884).
1888 року закінчив історичне відділення Історико-філологічного інституту князя Безбородька у Ніжині.
У 1892 році склав магістерський іспит з російської історії.
1895 року проводив наукові читання для освітян як член університетського Історико-філологічного товариства, педагогічного відділу та лекційного комітету при ньому.
З 1895—1905 та 1909—1917 роки  — професор Імператорського Харківського університету.
1900 року викладав у Харківському інституті шляхетних панн, читав лекції з історії Росії на курсах для робітників, курсах для жінок при Харківському університеті. З 1900 р. — статський радник.
За час роботи в університеті написав близько 30 наукових праць — монографій, статей, рецензій, головно з історії державних установ та політико-правової думки Росії кінця XV—XVI ст.
Захистив магістерську дисертацію «Московские цари и византийские василевсы. К вопросу о влиянии Византии на образование идеи царской власти московских государей» (1902).
Викладав історію Московської держави на історико-філологічному факультеті, а також на курсах, організованих за сприяння науковців університету для робітників і ремісників Харкова (1900—1917).
Працював на кафедрі російської історії Харківського університету на посаді приват-доцента з перервами (1895—1911) роки та виконував обов'язки екстраординарного професора (1912—1917).
Володимир Іванович був активним у громадській роботі. Значні зусилля він докладав до розбудови Харківської громадської бібліотеки (ХГБ). З грудня 1902 року він є кандидатом у члени Правління книгозбірні, а з грудня 1903 — член Правління.
Савва В. І. у Харківській громадській бібліотеці працював у відділі рукописів і автографів. Він є одним із засновників відділу. Савва брав участь у збиранні, описі та збереженні колекцій.
З 1903 року В. І. Савва завідував архівом бібліотеки разом з А. П. Кадлубовським і В. Ю. Данилевичем. Був у складі групи до обов'язків якої входило спілкування з авторами, видавцями, установами стосовно безкоштовного надсилання книжок. Займався складанням списків для комплектування книгозбірні.
Володимир Савва був активним популяризатором фонду бібліотеки в газеті «Харківські губернські відомості».
Декілька років працював професором Історико-філологічного інституту князя Безбородька (1905—1909) у Ніжині, а в 1910 році В. І. Савву знову обрали співробітником бібліотеки і кандидатом у члени Правління. Серед його обов'язків було спостереження за поповненням каталогу.
Професор Савва перебував у списках членів ХГБ другого десятиріччя XX століття.
Савва І. В. був аполітичним під час воєн та революційних подій, що відбулися, але брав деяку участь у заходах з підтримки Добровольчої армії.
Деякі довідкові видання повідомляють що, більшовики розстріляли професора університету В. І. Савву. Проте джерел цієї інформації наразі не виявлено. Згідно з іншими публікаціями, 
В. І. Савва помер близко 26 лютого 1920 р.

## Наукова діяльність
Професор Савва Володимир Іванович був членом:
- Харківського історико-філологічного товариства (1890),
- Московського археологічного товариства (1906),
- Історичне товариство імені Нестора-Літописця (1907),
- Історико-філологічного товариства при Інституті князя Безбородька в Ніжині (1907).

Брав участь у XII (1902), ХІІІ (1905), XV (1911) археологічних з'їздах.
Володимир Іванович Савва кавалер російських орденів Святої Анни II ступеня та Святого Станіслава II ступеня.
Досліджував історію Московської держави і Російської імперії, Лівобережної та Слобідської України. Є автором близько 30 наукових праць. Його студії з рецепції візантійських державотворчих традицій у Московському царстві стали помітним явищем для розвитку візантинознавства та русистики у Харківському університеті. Науковцями розпочато вивчення його надзвичайно обширного рукописного спадку.

## Праці
- О времени и месте крещения русской великой княгини Ольги. Харьков, 1890.
- К истории духоборцев Харьковской губернии. Харьков, 1
- Путешествие антиохийского патриарха Макария в Россию в половине XVII в., описанное архидиаконом Павлом Алеппским // Киевская старина. 1899. Т. LXVI. С. 70–83.
- Московские цари и византийские василевсы: к вопросу о влиянии Византии на образование идеи царской власти московских государей. Харьков, 1901.
- Из Слободской-украинской старины конца XVIII в. Нежин, 1906.
- Вновь открытые полемические сочинения XVII в. против еретиков. Санкт-Петербург, 1907.
- Арзамасские и барминские будные станы: Приходо-расходные и сметные книги 1679—1680 гг. / подгот. к печати, предисл. В. И. Саввы. Москва, 1908.
- К истории о вольнодумстве в гимназии высших наук кн. Безбородко. Харьков, 1908.
- Сочинение против епископов XVIII века. Москва, 1909.
- Заметки о Боярской думе в XVI в. Петроград. 1915.
- О Посольском приказе в XVI в. Харьков. 1917.
- Дьяки и подьячие Посольского Приказа в XVI веке. [Б. м.], 1983.